# Sericesthis propria
Sericesthis propria är en skalbaggsart som beskrevs av Britton 1987. Sericesthis propria ingår i släktet Sericesthis och familjen Melolonthidae. Inga underarter finns listade i Catalogue of Life.